# Erena Mizusawa
Erena Mizusawa (水沢エレナ Mizusawa Erena?, n. 21 de marzo de 1992 en Nagoya, Prefectura de Aichi) es una actriz y modelo japonesa. Fue modelo de la revista para adolescentes Candy y más tarde lo fue para la revista de modas Seventeen. Su padre es japonés, mientras que su madre es coreana.

## Filmografía

### Televisión
| Año  | Título                                                 | Personajes     | Cadena   | Notas            |
| ---- | ------------------------------------------------------ | -------------- | -------- | ---------------- |
| 2008 | Koizora                                                | Mika Tahara    | TBS      | Rol principal    |
| 2009 | The Quiz Show (Segunda temporada)                      | Misaki Nitta   | NTV      |                  |
| 2009 | Jin                                                    | Hatsune        | TBS      | Papel secundario |
| 2010 | Mioka                                                  | Mari Goto      | NTV      |                  |
| 2012 | Beginners!                                             | Yoko Fukuhara  | TBS      |                  |
| 2013 | Doxtor-X                                               | Risa Hashimoto | TV Asahi |                  |
| 2014 | 'Senryokugai Sosakan                                   | Arisa Tabuchi  | NTV      |                  |
| 2014 | Zero's Truth: Forensic Medical Examiner Matsumoto Maou | Haruko Akiyama | TV Asahi |                  |
| 2014 | Subete ga F ni Naru                                    | Momoko Kunieda | Fuji TV  |                  |
| 2014 | Kurofuku Monogatari                                    | Seira          | TV Asahi |                  |
| 2015 | Wild Heroes                                            | Mifumi Nonaka  | NTV      |                  |
| 2016 | Sumika Sumire                                          | Arisa Kosaka   | TV Asahi |                  |

### Cine
- Clover (2014)
- When I Kill Myself (2011)
- Kaze ga Tsuyoku Fuiteiru (2009)

## Vídeos musicales
- Tabidachi Graffiti (2010)
- Promise You (2009)
- Bahashishi - Kiseki (2008)
- Bahashishi - Yakusoku (2007)
- Bahashishi - Oasis (2007)

## Programas de Radio
- All Night Nippon R (junio de 2008)